# Miro (медиаплеер)
Miro (ранее известное как Democracy Player и DTV) — приложение для просмотра интернет-телевидения, разработанное организацией Participatory Culture Foundation; свободное программное обеспечение, выпущенное под лицензией GNU General Public License. Оно поддерживает Microsoft Windows, Mac OS X, и Linux. Программа поддерживает большинство известных видеоформатов и предлагает возможность слушать музыку и смотреть видео, включая HD-качество. Имеется встроенный BitTorrent-клиент, поддерживается потоковое вещание через локальную сеть, а также реализованы функции просмотра и публикации медиаинформации в популярных онлайн-видеосервисах, таких, как YouTube и Google Video.